# Tiếng Beary
Tiếng Beary hoặc Byari (ಬ್ಯಾರಿ ಬಾಸೆ Byāri Base) là một ngôn ngữ Ấn Độ nói bởi cộng đồng người Hồi giáo chủ yếu tại Karnataka (Dakshina Kannada và Udupi) và một số khu vực ở Bắc Kerala (Byaris). Ngôn ngữ này theo truyền thống được gọi là Mappila Bashe vì liên hệ chặt chẽ với Mappila, người Hồi giáo Malayali. Beary Bashe được nói bởi hơn 1.500.000 người trên khắp thế giới. Lịch sử của phương ngữ này chí ít có 1200 năm tuổi.
Ngôn ngữ này sử dụng chữ Ả Rập và chữ Kannada để viết. Là anh em họ hàng xa của các ngôn ngữ Malayalam và được bao quanh bởi các nhóm ngôn ngữ khác trong nhiều thế kỷ, ngôn ngữ này thể hiện các đặc điểm cổ xưa cũng như những thay đổi hiện đại không tìm thấy trong các ngôn ngữ nổi tiếng khác của Malayalam. Giáo sư BM Ichlangod bằng công trình nghiên cứu gần đây về ngôn ngữ Beary đã chứng minh rằng, nó là một trong những ngôn ngữ Dravidia Nam Ấn Độc lập có nguồn gốc từ ngôn ngữ Tamil nguyên thủy và cũng hiếm khi người Beary sử dụng thứ chữ viết gọi là chữ Vatteluthu.